# München Mord: Dolce Vita
Dolce Vita ist ein deutscher Fernsehfilm von Matthias Kiefersauer aus dem Jahr 2022. Es handelt sich um die 14. Folge der Kriminalfilmreihe München Mord mit Bernadette Heerwagen, Alexander Held und Marcus Mittermeier in den Hauptrollen. Im ZDF wurde der Film am 26. Februar 2022 erstmals ausgestrahlt.

## Handlung
In diesem Fall untersucht das Ermittlerteam bestehend aus Ludwig Schaller, Angelika Flierl und Harald Neuhauser einen vermeintlichen Unfall, der sich als Mord herausstellt. Das Opfer wurde an einer Bushaltestelle drei Mal überfahren, hatte allerdings keine Papiere bei sich. Die Etiketten seines Maßanzugs wurden entfernt. Nachdem Kriminaloberrat Zangel den Fall für nicht ermittlungswürdig gehalten und seinen Mitarbeitern stattdessen den Auftrag gegeben hat, bereits geschredderte Akten vom LKA zu digitalisieren, ermitteln die Kommissare heimlich weiter. Im Maßanzug eingenäht finden sich 25.400 Euro. Außerdem findet Pathologe Dr. Laicher am Toten einen auffälligen Leberfleck (Nävus). Das Opfer hatte außerdem ein schlecht versorgtes Gebiss, Metastasen in der Lunge, eine bleiche Haut und eine alte Schussverletzung am Knie. Zwischen den Banknoten entdeckt Flierl die Telefonnummer der Münchner Steuerkanzlei von Fidelius Aubacher.
Über seinen alten Bekannten, den Schneider Karli Kirschhuber, erfährt Schaller mehr über den Maßanzug sowie die Schuhe. Kirschhuber vermutet aufgrund des Aufdrucks in den Schuhen, dass es sich beim Opfer um einen Italiener handelte, weil der Schuhmacher nur für seine Landsleute fertigte. Angelika Schneider von der Betrugsabteilung stellt anhand der Seriennummern der Banknoten fest, dass diese in Italien gedruckt wurden. Neuhauser vermutet aufgrund dieser beiden Umstände eine Verbindung zur italienischen Mafia, Aubacher könnte für deren Geldwäsche zuständig gewesen sein. In der Folge wird der aus Palermo stammende Commissario Quehenberger um Unterstützung gebeten. Dieser identifiziert das Opfer als Lucio Fontano, den Capo der Fontanos, eines der größten sizilianischen Mafia-Clans. Quehenberger war 18 Jahre hinter Lucio Fontano her. Das Ristorante da Maurizio ist das Stammlokal von Kriminaloberrat Zangel, von Quehenberger erhält Schaller den Hinweis auf dessen Eigentümer Don Fredo, einen Rivalen von Fontano.
Nach einer gemeinsam verbrachten Nacht mit Fidelius Aubacher entdeckt Angelika Flierl auch bei Aubacher einen Nävus am Gesäß. Laut Dr. Laicher kann ein solcher vererbt werden, Flierl vermutet, dass Fidelius der Sohn von Lucio Fontano ist. Fidelius wuchs in Untereglfing bei Adoptiveltern auf, Theresia und Josef Aubacher erhielten dafür laufend finanzielle Unterstützung von einem ihnen Unbekannten. Sowohl die Adoptiveltern als auch Fidelius geben an, seine leiblichen Eltern nicht zu kennen. Karli Kirschhuber bestätigt Schaller, Ware von Lucio Fontano bezogen zu haben und für diesen als Geldbote tätig gewesen zu sein. Laut Kirschhuber ist die leibliche Mutter von Fidelius eine Franziska aus Unterhaching. Aus den zuvor geschredderten und nunmehr digitalisierten LKA-Akten geht hervor, dass 1982 eine Franziska Loibinger tot aufgefunden wurde, zwei Monate davor hatte sie entbunden.
Bei einer Gebrauchtwagenhändlerin findet sich das beschädigte Fahrzeug, mit dem Lucio Fontano überfahren wurde, Vorbesitzer war Fidelius Aubacher. Bevor die Ermittler Aubacher festnehmen können, wird dieser von einer Unbekannten angeschossen, die zuvor auch an der Bushaltestelle von einer Überwachungskamera gemeinsam mit Lucio Fontano aufgenommen wurde. Zangel erinnert sich, die Frau im Ristorante da Maurizio gesehen zu haben. Von Aubachers Sekretärin Lechner erfahren die Ermittler, dass Fontano wenige Tage zuvor unter dem Namen Curio in der Steuerkanzlei war, um eine Immobilienfirma zu gründen, das Gründungskapital von 25.400 Euro hatte er in bar bei sich. Die nachfolgenden Termine musste sie absagen. Lucio hatte Fidelius ein Foto von dessen Mutter mitgebracht, die bei Kirschhuber gelernt hatte. Laut Kirschhuber hatte Lucio Fidelius ohne dessen Wissen Aufträge zukommen lassen. 
Im Da Maurizio wird Maria wegen versuchten Mordes an Fidelius Aubacher festgenommen. Fidelius Aubacher gesteht Angelika Flierl im Krankenhaus schließlich, seinen Vater umgebracht zu haben, weil er ihn zum Mafioso gemacht hatte, dadurch, dass er viele Mandanten nur über ihn erhalten hatte. Außerdem hatte Lucio Fontano dessen Mutter Franziska Loibinger umgebracht, weil sie mit Fontano nicht nach Italien gehen wollte, nachdem sie von ihm schwanger geworden war.

## Produktion
Die Dreharbeiten fanden gemeinsam mit dem 13. Teil Das Kamel und die Blume vom 12. Oktober bis zum 8. Dezember 2020 in München und Umgebung statt. Produziert wurde der Film von der TV60Filmproduktion (Produzent Sven Burgemeister) im Auftrag des ZDF.
Das  Drehbuch schrieben Fred Breinersdorfer und Katja Röder. Die Kamera führte Thomas Etzold, für das Kostümbild zeichnete Theresia Wogh verantwortlich, für das Szenenbild Michael Björn Köning und für das Maskenbild Martine Flener und Cornelia Ritz.

## Rezeption
Rainer Tittelbach vergab auf tittelbach.tv vier von sechs Sternen und befand, dass die Drehbuchautoren mit einigen für die Reihe eher ungewohnten Ingredienzien aufwarten würden. Das Ganze komme wie immer weißblau entspannt daher, wobei man weder die auf den ersten Blick unauffällige Inszenierung noch die Ermittler mit ihrer vermeintlichen Unbedarftheit unterschätzen sollte.
Quote
Die Erstausstrahlung am 26. Februar 2022 im ZDF erreichte 7,05 Millionen Zuschauer bei einem Marktanteil von 24,2 Prozent.